# Tomsanati
Tomsanati (pers. تم سنتي) – wieś w południowym Iranie, w ostanie Hormozgan, na wyspie Keszm. W 2006 roku miejscowość liczyła 227 mieszkańców w 38 rodzinach.